# フランチェスコ・レンゼッティ
フランチェスコ・レンツェッティ（Francesco Renzetti, 1988年1月22日 - ）は、モナコ・モンテカルロ出身のイタリア人サッカー選手。モデナFC所属。ポジションはディフェンダー。

## 経歴

### ジェノア
ジェノアCFCのユースでキャリアを始め、2005-06シーズンからトップチームに昇格した。

### チェゼーナ
しかしジェノアでは出場機会はほとんど訪れず、翌シーズンからセリエBやレガ・プロのクラブへの移籍を繰り返すが、2013-14シーズンから所属するACチェゼーナではレギュラーに定着する。
2015-16シーズンが始まる前に合計4クラブからオファーが届くも、チェゼーナに残留する。2016年1月にはクラブと2019年6月30日まで契約を延長した。2016年6月30日に、古巣のジェノアへ復帰するが、期限付き移籍という形でチェゼーナに再び残留した。

### クレモネーゼ
2017年7月12日、買い取り義務付きのシーズンローンでUSクレモネーゼへ加入した。2018年7月1日に完全移籍となった。

### キエーヴォ
2020年1月28日、ACキエーヴォ・ヴェローナに移籍した。

### モデナ
2021年6月30日、モデナFCに2年契約で加入した。